# Szápár
Szápár ist eine ungarische Gemeinde im Kreis Zirc im Komitat Veszprém. Von den Bewohnern gehören ungefähr elf Prozent zur Volksgruppe der Slowaken.

## Geografische Lage
Szápár liegt 27 Kilometer nordöstlich des Komitatssitzes Veszprém und 14 Kilometer nordöstlich der Kreisstadt Zirc an dem Fluss Szápári-ér. Nachbargemeinden sind Csetény, Súr, Bakonycsernye und Jásd.

## Geschichte
Im Jahr 1913 gab es in der damaligen Kleingemeinde 102 Häuser und 657 Einwohner auf einer Fläche von 1234  Katastraljochen. Sie gehörte zu dieser Zeit zum Bezirk Zircz im Komitat Veszprém.

## Sehenswürdigkeiten
- Nepomuki-Szent-János-Statue
- Römisch-katholische Kirche Szent Péter és Pál, erbaut 1770 im barocken Stil

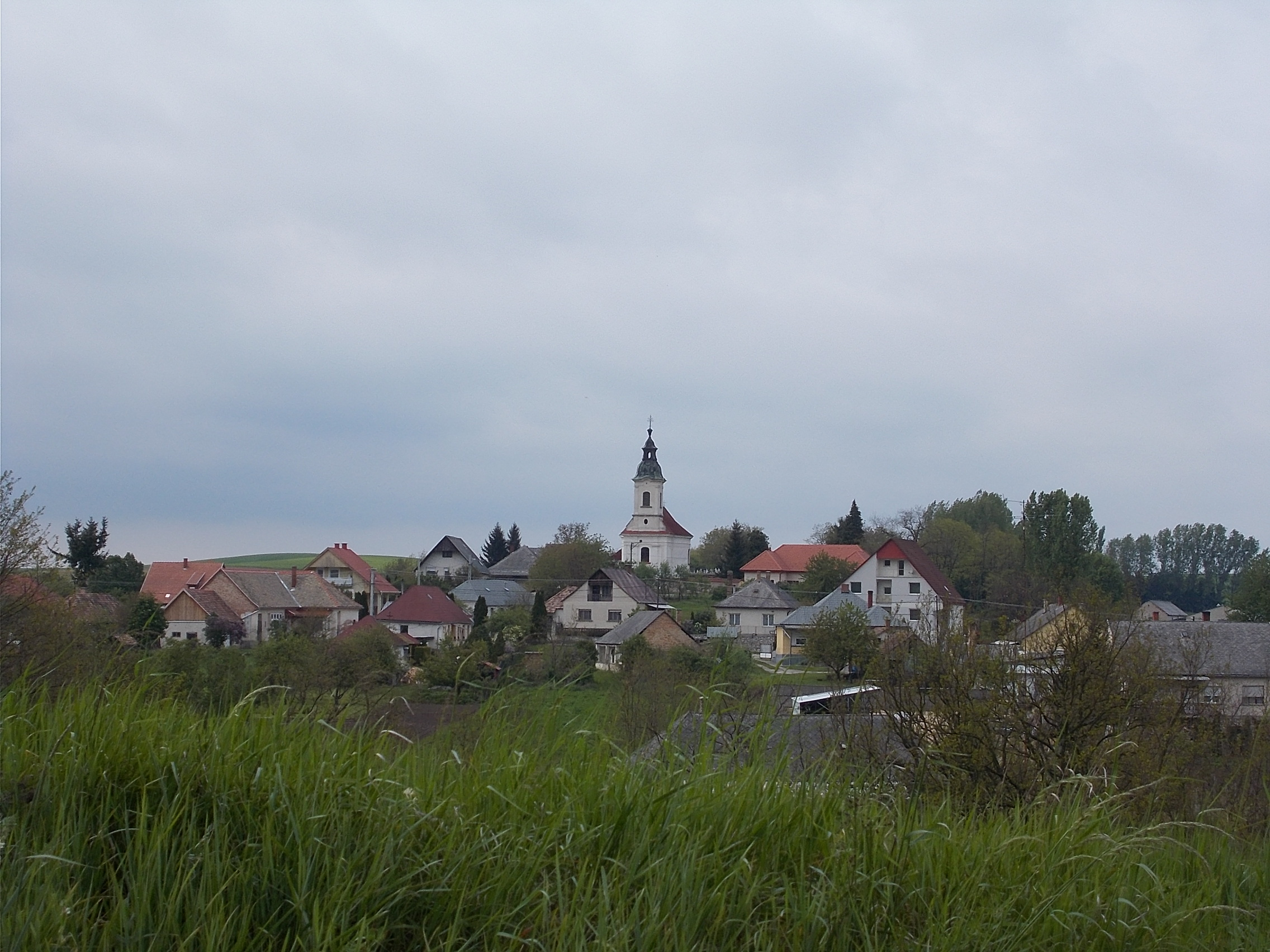
Blick auf Szápár
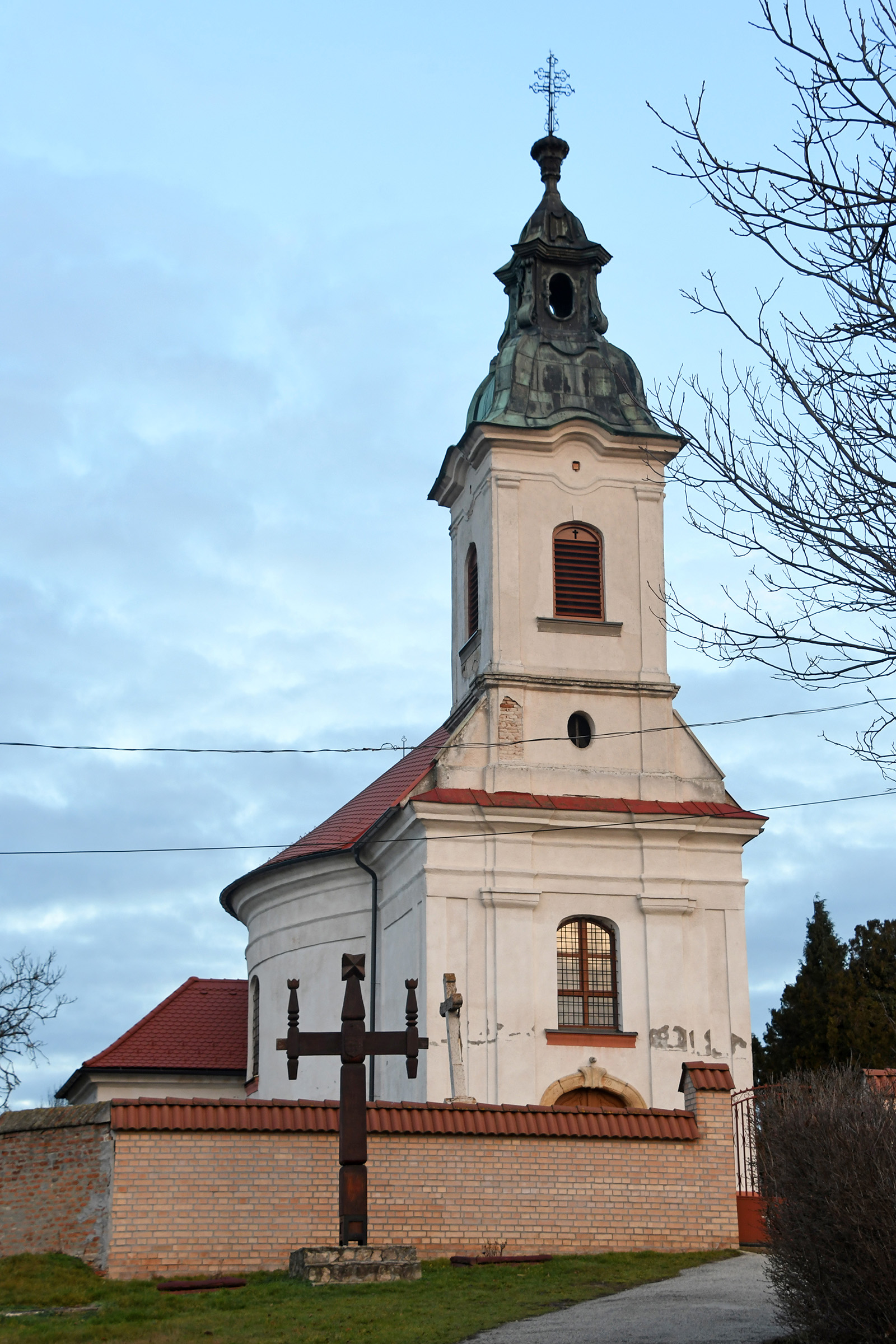
Römisch-katholische Kirche Szent Péter és Pál
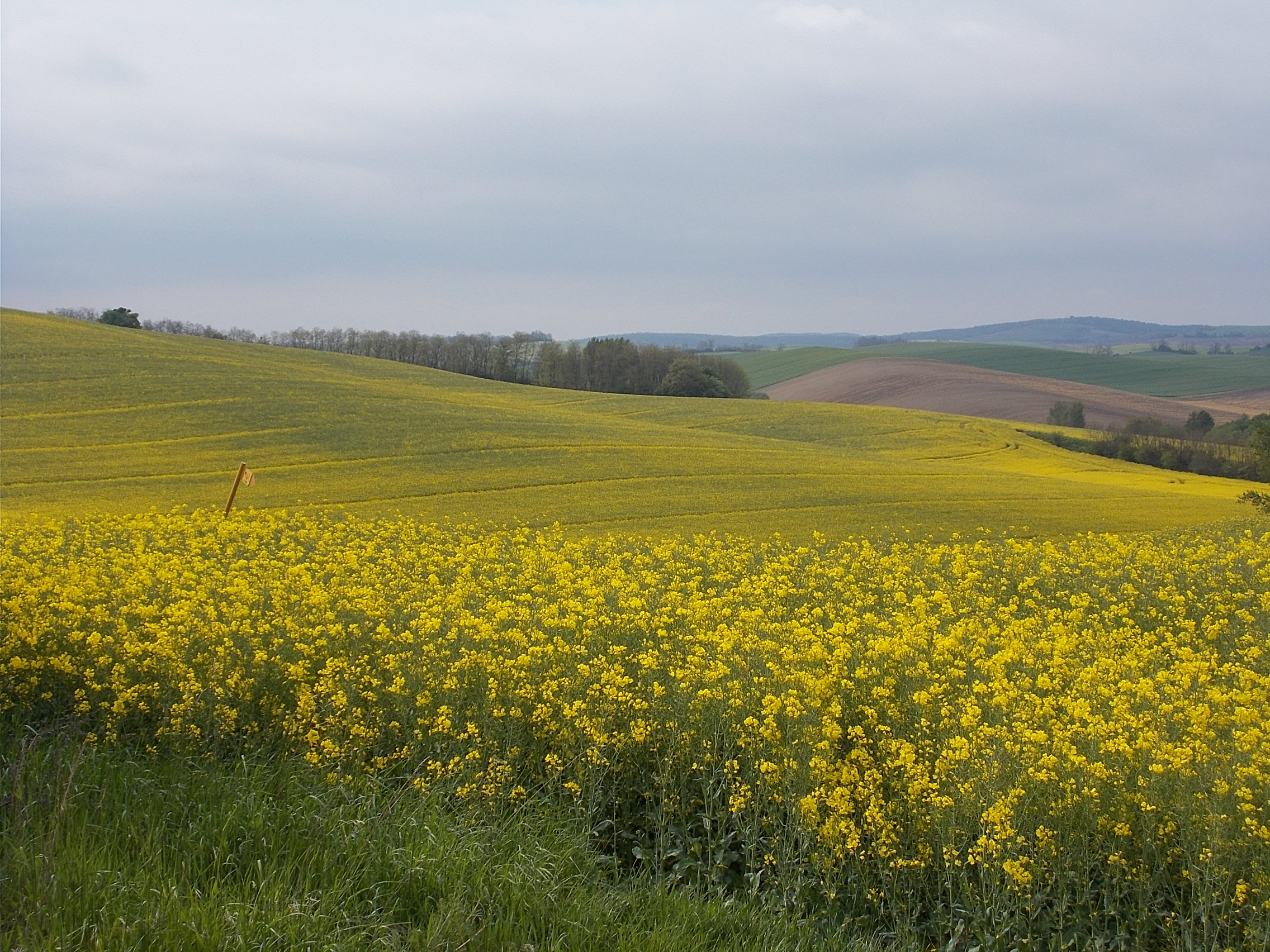
Landschaft bei Szápár
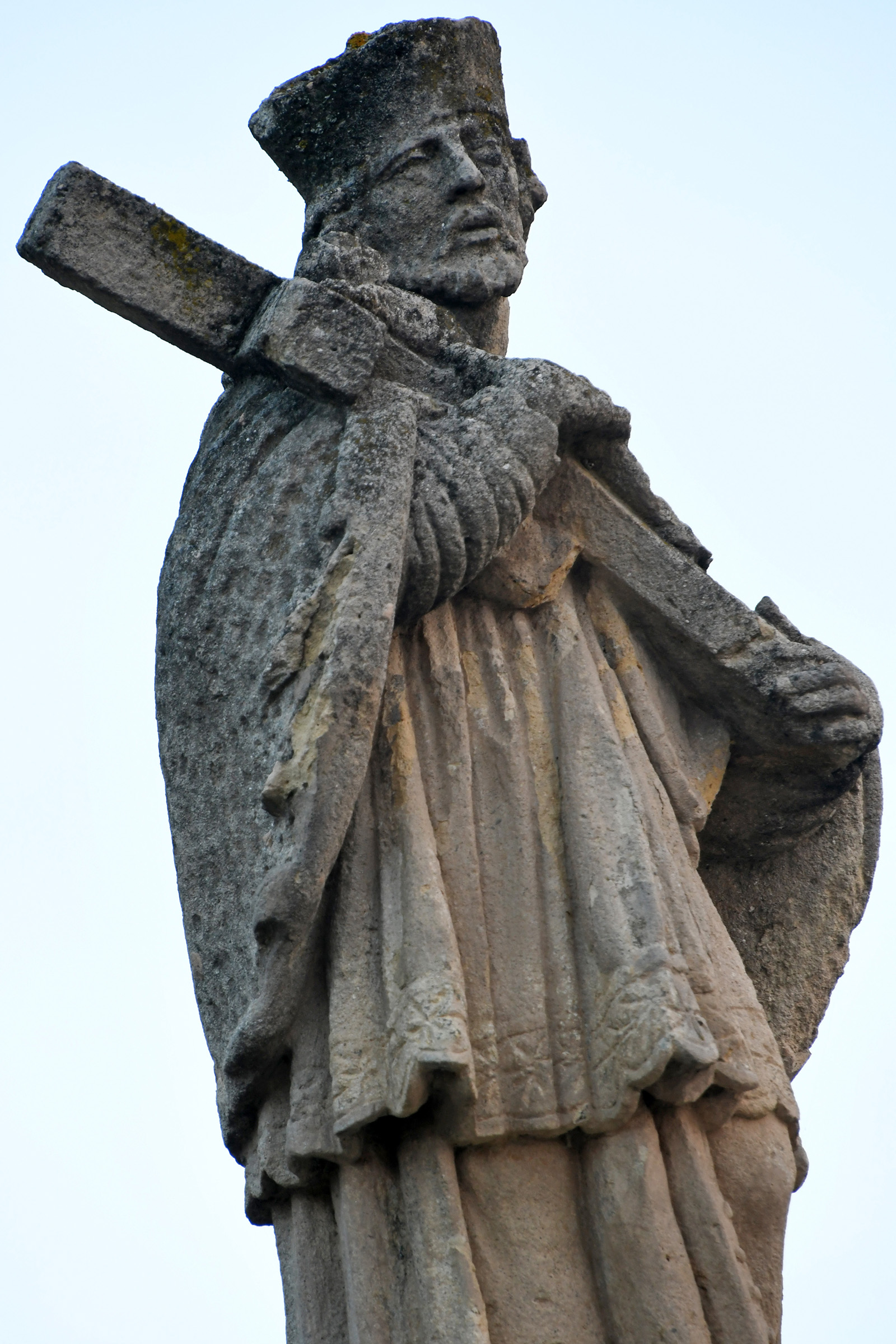
Nepomuki-Szent-János-Statue

## Verkehr
In Szápár treffen die Landstraßen Nr. 8213 und Nr. 8216 aufeinander. Es bestehen Busverbindungen über Dudar nach Zirc sowie über Balinka nach Székesfehérvár. Der nächstgelegene Bahnhof befindet sich in Zirc.